# Davidsbündlertänze (Schumann)

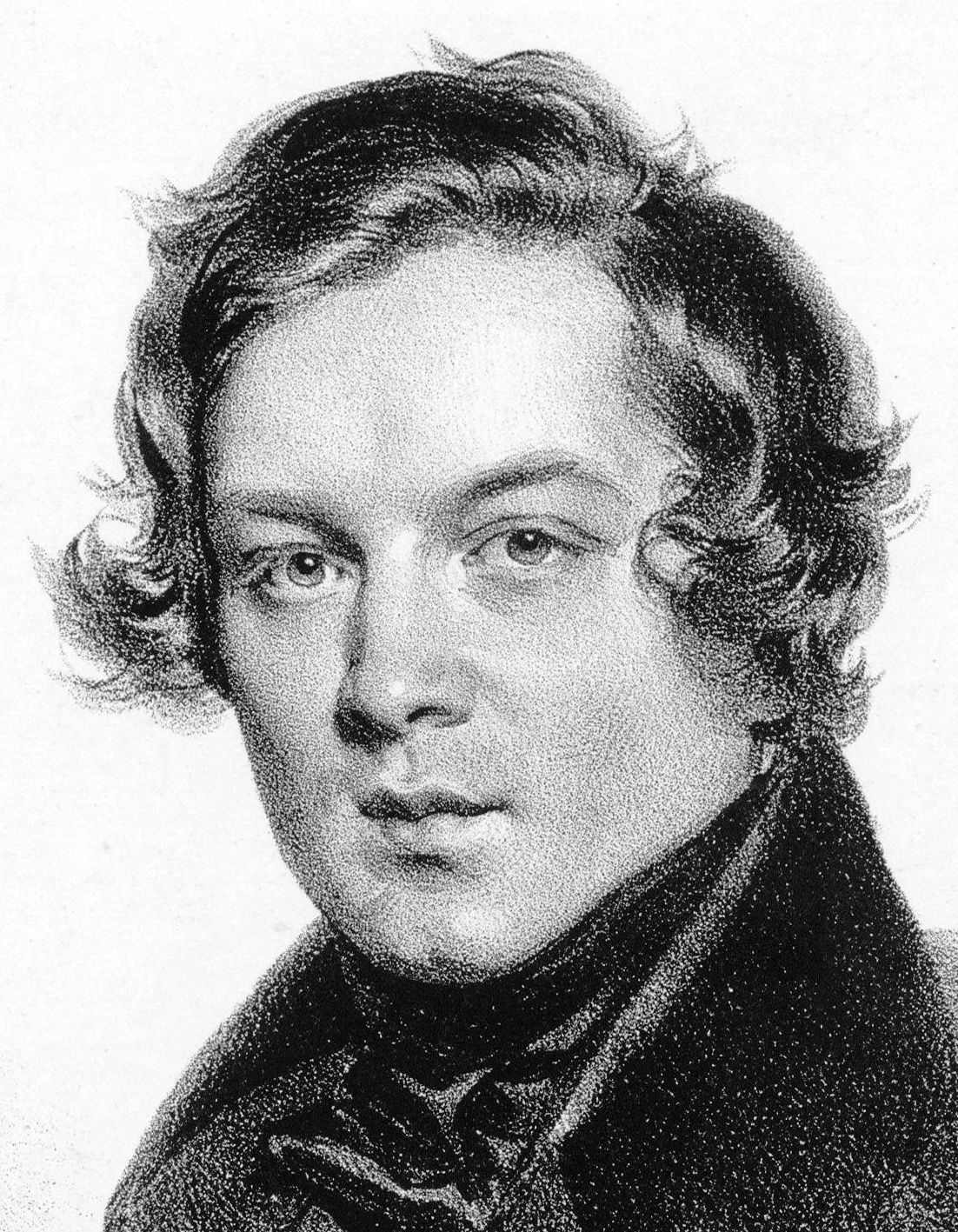
Robert Schumann en 1839.

Davidsbündlertanze (Danzas de la cofradía de David), Op. 6 es un ciclo de 18 piezas para piano solo compuestas por Robert Schumann en 1837. Está formado por dos partes cada una de las cuales consta de nueve piezas sobre personajes. La obra está dedicada al compositor Walther Wolfgang von Goethe.

## Historia

### Composición
Robert Schumann escribió 19 piezas, la última de las cuales estaba incompleta. La obra fue creada en los dos meses posteriores a su compromiso con Clara Wieck el 14 de agosto de 1837. En la primera pieza cita un motivo de la Mazurka n.º 5 de sus Soirées musicales Op. 6 en el lema CW en el que habla de los pensamientos de boda que ha procesado en las obras. A su amigo Carl Montag, sin embargo, le habló de "Todtentanzen, Vitustanzen, Grace y Goblin Dances". Estas contradicciones también se pueden encontrar en la primera edición. El texto musical está precedido por el siguiente epígrafe:
| Alter Spruch: In all und jeder Zeit Verknüpft sich Lust und Leid: Bleibt fromm in Lust und seyd Dem Leid mit Muth bereit | Viejo dicho: En todo y en cada momento El placer y el dolor se combinan: Permanece piadoso en el deseo y estate Preparado para el dolor con valor |

Los seudónimos de Schumann Florestan y Eusebius también juegan un papel importante en esta edición. Los dos personajes simbolizan su doble papel en la ficticia Cofradía de David, que también da nombre a este ciclo. En ella, Florestan es el "corredor de tormentas rugiente y animado". Eusebio forma el polo opuesto como "el joven amable que siempre se mantiene modestamente en un segundo plano". En la primera edición, las piezas se titulan "Florestán y Eusebio" o solo uno de los dos nombres. En la edición revisada, se han eliminado los seudónimos, así como el "viejo refrán" y el término de baile.

### Publicación

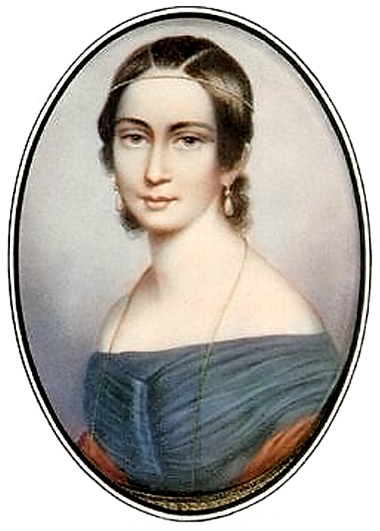
Andreas Staub - Clara Schumann (Pastel 1838).

La primera edición fue publicada en enero de 1838 por AR Friese, en Leipzig.
La segunda edición (edición revisada en dos partes): número 1 publicado en septiembre, número 2 en diciembre de 1850 por J. Schuberth & Co., Hamburgo, Leipzig y Nueva York.

### Interpretaciones
El propio Schumann tocó las Davidsbündlertänze en la primavera de 1838. La primera interpretación pública registrada del ciclo completo tuvo lugar el 15 de marzo de 1869 en Budapest. Allí Johannes Brahms interpretó las piezas en un concierto del cantante Julius Stockhausen.

## Estructura
La obra consta de 18 piezas individuales sin título tienen las siguientes marcas de tempo, tonalidades y atribuciones (en la primera edición):
1. Lebhaft (Vivace), en sol mayor, Florestan y Eusebius.
2. Innig (Con intimo sentimiento), en si menor, Eusebius.
3. Mit Humor. Etwas hahnbuchen/Schneller (Con humor. Un poco impetuoso), en sol mayor, Florestan.
4. Ungeduldig (Con impaciencia), en si menor, Florestan.
5. Einfach (Sencillo), en re mayor, Eusebius.
6. Sehr rasch und in sich hinein (Molto vivo, con intimo fervore), en re menor, Florestan.
7. Nicht schnell, Mis äusserst starker Empfindung (No rápido, profundamente expresivo), en sol menor, Eusebius.
8. Frisch (Con frescura), en do menor, Florestan.
9. Lebhaft (Vivace), en do mayor, Florestan.
10. Balladenmässig, Sehr rasch (Alla ballata molto vivo), en re menor terminando en mayor, Florestan.
11. Einfach (Sencillo), en si menor - re mayor, Eusebius.
12. Mit Humor (Con humor), en si menor - Mi menor y Mi mayor, Florestan.
13. Wild und lustig (Salvaje y grácil), en si menor - si mayor, Florestan y Eusebius.
14. Zart und singend (Dulce y cantando), en mi bemol mayor, Eusebius.
15. Frisch (Con frescura), en si bemol mayor - Ligeramente más agitado (poco piu mosso), Mi bemol mayor (el regreso a la secuencia inicial es opcional), Florestan y Eusebius.
16. Mit gutem Humor (Con buen humor), en sol mayor - Ligeramente más lento (Un poco più lento), Si menor; transiciones sin interrupción.
17. Wie aus der Ferne (Como lejano), en si mayor - si menor (contiene una repetición completa del n.° 2), Florestan y Eusebius.
18. Nicht schnell (No rápido), en do mayor, Eusebius.